# Ancistroneura
Ancistroneura is een geslacht van vlinders van de familie sikkelmotten (Oecophoridae), uit de onderfamilie Oecophorinae.

## Soorten
- A. ammophara Turner, 1947
- A. thaumasia Turner, 1947